# Liste der Monuments historiques in Bouligny
Die Liste der Monuments historiques in Bouligny führt die Monuments historiques in der französischen Gemeinde Bouligny auf.

## Liste der Objekte
| Bezeichnung               | Beschreibung                                           | Standort                                         | Kennzeichnung | Schutzstatus | Datum | Bild |
| ------------------------- | ------------------------------------------------------ | ------------------------------------------------ | ------------- | ------------ | ----- | ---- |
| Weihrauchfass             | Messing, versilbert, 17. Jahrhundert                   | in der Kirche Ste-Petronille-et-Ste-Barbe (Lage) | PM55001617    | Inscrit      | 1995  |      |
| Skulptur Betender Engel   | Holz, farbig gefasst und vergoldet, um 1700            | in der Kirche Ste-Petronille-et-Ste-Barbe (Lage) | PM55001618    | Inscrit      | 1996  |      |
| Skulptur Madonna mit Kind | Holz, farbig gefasst, 18. Jahrhundert                  | in der Kirche Ste-Petronille-et-Ste-Barbe (Lage) | PM55002753    | Inscrit      | 1984  |      |
| Uhrwerk                   | vom Ende des 18. Jahrhunderts                          | in der Kirche Ste-Petronille-et-Ste-Barbe (Lage) | PM55001316    | Classé       | 2000  |      |
| Paxtafel                  | Messing, versilbert, erste Hälfte des 19. Jahrhunderts | in der Kirche Ste-Petronille-et-Ste-Barbe (Lage) | PM55001619    | Inscrit      | 1996  |      |